# كأس العرب للأندية الأبطال
كأس العرب للأندية الأبطال (المعروفة سابقًا باسم دوري أبطال العرب) هي مسابقة كرة قدم سنوية ينظمها الاتحاد العربي لكرة القدم تتنافس فيها الأندية النخبة من الوطن العربي. بمجموع 37 فريقًا، 19 من الاتحاد الآسيوي لكرة القدم و 18 من الاتحاد الأفريقي لكرة القدم.
تأسست البطولة في عام 1981، وقد أقيمت البطولة إلى جانب البطولة العربية للأندية الفائزة بالكؤوس وكأس السوبر العربي طوال التسعينيات وأوائل العقد الأول من القرن الحالي، حتى اندمجت البطولة العربية للأندية الفائزة بالكؤوس وكأس السوبر العربي مع كأس الأبطال عام 2002. كان نادي الشرطة العراقي أول من أحرز البطولة عندما تغلب على النجمة اللبناني في نهائي نُسخة 1982.
حققت الأندية السعودية أكبر عدد من الألقاب، حيث حققت تسعة ألقاب. فاز باللقب عشرون ناديًا مختلفًا، ثمانية منها حققت اللقب أكثر من مرة. منذ اندماج البطولة مع كأس الكؤوس، نجح وفاق سطيف الجزائري فقط في تحقيق لقبين متتالين، بنجاحه في الدفاع عن لقبه في عام 2008. الرشيد العراقي والترجي الرياضي التونسي هما صاحبا الرقم القياسي في عدد التتويجات برصيد ثلاثة ألقاب. البطل الحالي هو نادي النصر السعودي الذي فاز بلقبه الأوّل في عام 2023.

## التاريخ

### السيطرة الآسيوية (1981-1988)
قرر الاتحاد العربي لكرة القدم إنشاء مسابقة لأبطال الأقطار العربية بعد نهاية موسم 1979-1980. دعي الأبطال المحليون من الدول الأعضاء في الاتحاد للمنافسة، وقبلت اتحادات العراق ولبنان والأردن الدعوة. انتهت المنافسة، المعروفة باسم بطولة الأندية العربية لأبطال الدوري، بتتويج نادي الشرطة العراقي باللقب. بدأت المنافسة في 19 حزيران/يونيو 1981 حيث تغلب البطل اللبناني النجمة على البطل الأردني الأهلي 2-1. سجل جمال الخطيب لاعب النجمة أول هدف في بطولة الأبطال العربية. تنافس النجمة والشرطة في المباراة النهائية في شباط/فبراير 1982، حيث فاز فريق الشرطة بنتيجة 4-2 في مجموع المباراتين على ملعب الشعب الدولي في بغداد ليتوج أول أبطال العرب على الإطلاق.
لم تقم البطولة في العام التالي ولكنها عادت في نسخة 1984 حيث تم تغيير النظام ليصبح بنظام دورة روبن، وحصل نادي الاتفاق السعودي على اللقب الأول في ذلك العام. مع زيادة عدد المشاركين عامًا بعد عام، قدم الاتحاد العربي لكرة القدم جولات التصفيات التمهيدية التي سبقت الأدوار النهائية، قبل أن يغير شكل البطولة النهائية في نسخة 1987 إلى دورة تتألف من مرحلة المجموعات تليها مرحلة خروج المغلوب. كما بدأ الاتحاد العربي في السماح للبلدان بأن يكون لديها أكثر من مشارك واحد في عام 1987، مع ناديين سعوديين (اتحاد جدة والهلال) وناديين عراقيين (الرشيد والجيش).
سيطر الرشيد العراقي على المسابقة خلال هذه السنوات، ليصبح أول فريق يفوز بثلاث بطولات متتالية في 1985 و1986 و1987، في حين فاز الاتفاق باللقب مرة أخرى في عام 1988. من 1981 إلى 1988، لم يتمكن أي فريق من الاتحاد الأفريقي لكرة القدم من الفوز بالبطولة وكان جميع الفائزين من الاتحاد الآسيوي لكرة القدم.

### ألقاب بين الجانب الأفريقي والآسيوي (1989-2001)
أصبح الوداد البيضاوي المغربي أول نادٍ أفريقي يفوز بلقب بطل العرب في نسخة 1989 حين فاز على الهلال السعودي في النهائي. في السنة ذاتها، أسس الاتحاد العربي مسابقة سنوية جديدة ستقام إلى جانب كأس أبطال العرب. كانت تسمى البطولة العربية للأندية الفائزة بالكؤوس وكانت منافسة للفائزين بالكؤوس الوطنية للدول العربية، بتنسيق مماثل لكأس الأبطال. في عام 1992، قدم الاتحاد العربي كأس السوبر العربي الذي كان عبارة عن مسابقة سنوية بين الفائزين والوصيفين في كل من كأس الأبطال وكأس الكؤوس.
من عام 1989 حتى عام 2001، كان هناك ستة فائزين من الاتحاد الإفريقي لكرة القدم وخمسة من الاتحاد الآسيوي. أربعة من الفائزين الأحد عشر خلال هذا الوقت كانوا من المملكة العربية السعودية، في حين فاز الترجي الرياضي التونسي بأول لقب لفريق تونسي في نسخة 1993، أصبح الأهلي أول بطل مصري في نسخة 1995، وفاز وداد تلمسان باللقب الأول للجزائر في نسخة 1998 وفاز السد باللقب الأول لنادٍ قطري في نسخة 2001.

### الفرق الأفريقية تهيمن بعد التوحيد (2001-الآن)
في نسخة 2002، اتخذ الاتحاد العربي قرارًا غيّر وجه كرة القدم العربية. مع ازدياد عدد الالتزامات التي تواجه الأندية العربية في العصر الحديث، قرر الاتحاد العربي دمج البطولة العربية للأندية الفائزة بالكؤوس وكأس السوبر العربي في بطولة موحدة، والتي ستكون البطولة الوحيدة للاتحاد العربي، التي كانت تجرى من 1981 إلى 1988. أجريت نسختان من البطولة تحت هذا الاسم فاز بالأولى الأهلي السعودي في عام 2002 وفاز بالثانية الزمالك في عام 2003. بعد نسخة عام 2003، أصبحت شبكة راديو وتلفزيون العرب الراعي الرسمي للبطولة، ثم غير الاتحاد العربي اسم البطولة إلى دوري أبطال العرب بحيث أصبح الاسم مشابهًا لبطولات النخبة القارية الأخرى مثل دوري أبطال أوروبا ودوري أبطال أفريقيا ودوري أبطال آسيا ودوري أبطال أوقيانوسيا. أصبح النادي الرياضي الصفاقسي التونسي أول الفائزين في عصر دوري الأبطال. انطلاقا من نُسخة 2004-2005 وما بعدها، أعاد الاتحاد العربي نظام الذهاب والإياب في المباريات النهائية، والتي لم يتم استخدامها منذ النسخة الأولى من البطولة.
بعد فوزه باللقب على حساب كل من الاتحاد السعودي والرجاء البيضاوي، أصبح وفاق سطيف الجزائري أول من يُتوّج بلقبين متتاليين في عصر دوري الأبطال من خلال الحصول على كل من نسختي 2007 و2008. بعد نسخة 2008-2009 التي فاز بها الترجي الرياضي التونسي، واجه الاتحاد العربي مشاكل تنظيمية بسبب مشاكل مع الراعي الجديد للبطولة. حال هذا دون إقامة البطولة لمدة أربع سنوات حتى عادت إلى الظهور في نسخة 2012-13 تحت اسم جديد "كأس الاتحاد العربي للأندية"، مع حصول اتحاد الجزائر على لقبه الأول. ومع ذلك، واجه الاتحاد العربي المشاكل نفسها كما كانت من قبل والتي أدت إلى توقف آخر لمدة أربع سنوات. أقيمت المسابقة مرة أخرى في عام 2017 تحت اسم البطولة العربية للأندية مع 20 فريقًا متنافسًا؛ تم عقد كامل مرحلة المجموعات و مرحلة خروج المغلوب في مصر وعقدت المباراة النهائية بمباراة واحدة. توج الترجي الرياضي التونسي بطلاً ليصبح الفريق الأكثر نجاحًا في تاريخ المسابقة.
تضاعف عدد الفرق إلى 40 في نسخة 2018-19 حيث تم تغيير مسماها إلى كأس العرب للأندية الأبطال وغيرت شكلها لتصبح مسابقة خروج المغلوب من دور الـ 32 فصاعداً. ومن بين الأبطال الثلاثة عشر الذين توجوا في الفترة من 2002 إلى 2023، عشرة منهم من إفريقيا وثلاثة فقط من آسيا.

## شعارات الدورات

كأس الاتحاد العربي للأندية 2012–13
البطولة العربية للأندية 2016–17
كأس زايد للأندية الأبطال 2018–19
كأس محمد السادس للأندية الأبطال 2019–20
كأس الملك سلمان للأندية الأبطال 2023

## ترتيب النوادي حسب اللقب
| الترتيب | النادي                  | مرات الفوز | مرات الوصافة | أعوام الفوز      | أعوام الوصافة    |
| ------- | ----------------------- | ---------- | ------------ | ---------------- | ---------------- |
| 1       | الترجي الرياضي التونسي  | 3          | 2            | 1993، 2009، 2017 | 1986، 1995       |
| 2       | نادي الرشيد             | 3          | 0            | 1985، 1986، 1987 | —                |
| 3       | نادي الهلال السعودي     | 2          | 3            | 1994، 1995       | 1989، 2019، 2023 |
| 4       | نادي الشباب السعودي     | 2          | 1            | 1992، 1999       | 1998             |
| 5       | النادي الرياضي الصفاقسي | 2          | 1            | 2000، 2004       | 2005             |
| 6       | نادي الرجاء الرياضي     | 2          | 1            | 2006، 2020       | 1996             |
| 7       | نادي الاتفاق السعودي    | 2          | 0            | 1984، 1988       | —                |
| 8       | وفاق سطيف               | 2          | 0            | 2007، 2008       | —                |
| 9       | نادي الاتحاد السعودي    | 1          | 3            | 2005             | 1987، 1994، 2020 |
| 10      | نادي الوداد الرياضي     | 1          | 2            | 1989             | 2008، 2009       |
| 11      | النادي الإفريقي         | 1          | 2            | 1997             | 1988، 2002       |
| 12      | النادي الأهلي           | 1          | 1            | 1996             | 1997             |
| 13      | نادي الشرطة العراقي     | 1          | 0            | 1982             | —                |
| 14      | وداد تلمسان             | 1          | 0            | 1998             | —                |
| 15      | نادي السد الرياضي       | 1          | 0            | 2001             | —                |
| 16      | نادي الأهلي السعودي     | 1          | 0            | 2002             | —                |
| 17      | نادي الزمالك            | 1          | 0            | 2003             | —                |
| 18      | اتحاد الجزائر           | 1          | 0            | 2013             | —                |
| 19      | النجم الرياضي الساحلي   | 1          | 0            | 2019             | —                |
| 20      | نادي النصر السعودي      | 1          | 0            | 2023             | —                |
| 21      | نادي الجيش الرياضي      | 0          | 2            | —                | 1999، 2000       |
| 22      | النادي الفيصلي          | 0          | 2            | —                | 2007، 2017       |
| 23      | نادي النجمة الرياضي     | 0          | 1            | —                | 1982             |
| 24      | النادي القنيطري         | 0          | 1            | —                | 1984             |
| 25      | اتحاد الحراش            | 0          | 1            | —                | 1985             |
| 26      | النادي العربي           | 0          | 1            | —                | 1992             |
| 27      | نادي المحرق الرياضي     | 0          | 1            | —                | 1993             |
| 28      | مولودية وهران           | 0          | 1            | —                | 2001             |
| 29      | نادي الكويت الرياضي     | 0          | 1            | —                | 2003             |
| 30      | نادي الإسماعيلي         | 0          | 1            | —                | 2004             |
| 31      | نادي إنبي               | 0          | 1            | —                | 2006             |
| 32      | النادي العربي الكويتي   | 0          | 1            | —                | 2013             |

## الفائزون بحسب الدولة
| الترتيب | الدولة   | البطولة | الوصافة | الأبطال                                                 |
| ------- | -------- | ------- | ------- | ------------------------------------------------------- |
| 1       | السعودية | 9       | 7       | الهلال، الشباب، الاتفاق (2)، الاتحاد، الأهلي، النصر (1) |
| 2       | تونس     | 7       | 5       | الترجي (3)، الصفاقسي (2)، الأفريقي، النجم الساحلي (1)   |
| 3       | الجزائر  | 4       | 2       | وفاق سطيف (2)، وداد تلمسان، اتحاد الجزائر (1)           |
| 4       | العراق   | 4       | 0       | الرشيد (3)، الشرطة (1)                                  |
| 5       | المغرب   | 3       | 4       | الرجاء (2)، الوداد (1)                                  |
| 6       | مصر      | 2       | 3       | الأهلي، الزمالك (1)                                     |
| 7       | قطر      | 1       | 1       | السد (1)                                                |
| 8       | الأردن   | 0       | 2       | لا يوجد                                                 |
| 8       | الكويت   | 0       | 2       | لا يوجد                                                 |
| 8       | سوريا    | 0       | 2       | لا يوجد                                                 |
| 9       | البحرين  | 0       | 1       | لا يوجد                                                 |
| 9       | لبنان    | 0       | 1       | لا يوجد                                                 |

### الفائزون حسب القارة
| الترتيب | القارة  | البطولة | الوصافة |
| ------- | ------- | ------- | ------- |
| 1       | إفريقيا | 16      | 14      |
| 2       | آسيا    | 14      | 16      |

## هدافو البطولة
| الترتيب | البلد    | اللاعب          | عدد الأهداف |
| ------- | -------- | --------------- | ----------- |
| 1       | السعودية | سامي الجابر     | 24          |
| 2       | السعودية | طلال المشعل     | 16          |
| 2       | تونس     | هيكل قمامدية    | 16          |
| 4       | تونس     | زبير السافي     | 14          |
| 5       | مصر      | عبد الحليم علي  | 13          |
| 6       | المغرب   | مصطفى بيضوضان   | 12          |
| 6       | السعودية | سعد الحارثي     | 12          |
| 6       | السعودية | حمزة إدريس      | 12          |
| 9       | الجزائر  | عبد الملك زياية | 10          |
| 9       | الأردن   | حسونة الشيخ     | 10          |
| 9       | الأردن   | محمود شلباية    | 10          |
| 9       | السعودية | عيسى المحياني   | 10          |
| 9       | البرازيل | رومارينيو       | 10          |
| 9       | البرازيل | سيرجيو ريكاردو  | 10          |
| 15      | الجزائر  | لعموري جديات    | 9           |
| 15      | المغرب   | صلاح الدين بصير | 9           |
| 15      | المغرب   | سفيان العلودي   | 9           |
| 15      | السعودية | محمد نور        | 9           |
| 15      | السعودية | وليد الجيزاني   | 9           |
| 15      | السعودية | يوسف الثنيان    | 9           |
| 15      | المغرب   | بوشعيب المباركي | 9           |
| 15      | مالي     | تينيما ندياي    | 9           |
| 15      | السنغال  | بابا مالك با    | 9           |
| 15      | العراق   | أحمد صلاح علوان | 9           |
| 15      | البحرين  | طلال يوسف       | 9           |
| 15      | مصر      | أحمد عبد المنعم | 9           |
| 27      | المغرب   | محمد مديحي      | 8           |
| 27      | الجزائر  | نور الدين دهام  | 8           |
| 27      | مصر      | جمال حمزة       | 8           |
| 27      | السنغال  | عيسى عيدارة     | 8           |
| 27      | العراق   | حارس محمد       | 8           |
| 27      | العراق   | أحمد راضي       | 8           |

## وصلات خارجية
- الموقع الرسمي للبطولة نسخة محفوظة 27 نوفمبر 2007 على موقع واي باك مشين.
- Arab Champions League Semi Finals